# Gammallutheraner

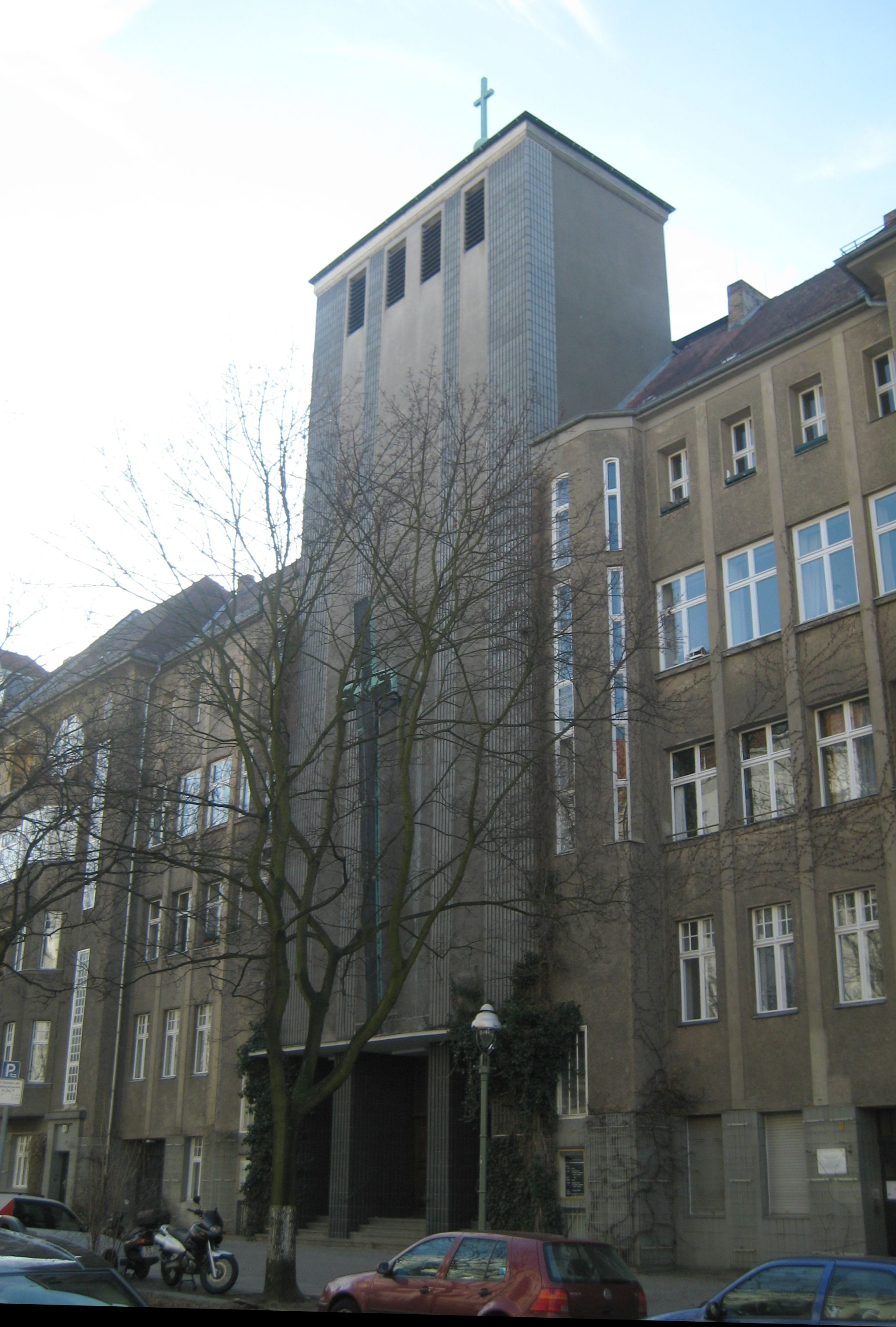
Den evangeliska-lutherska kyrkan Kirche Zum heiligen Kreuz i Berlin.

Gammallutheraner kallades tidigare de konservativt lutherska kretsar i Tyskland, som på grund av sitt motstånd mot evangeliska unionen, vilken enligt deras uppfattning i grunden åsyftar ett undanträngande av den lutherska bekännelsen till den reformertas förmån, skilt sig från statskyrkan och bildat en grupp lutherska frikyrkor.
Separationsrörelsen tog sin början i Breslau, där teologie professor Johann Gottfried Scheibel protesterade mot det i samband med festen 1830 till firande av Augsburgska bekännelsens 300-årsminne planerade införandet av en unionistisk agenda med för lutheraner och reformerta gemensam nattvardsliturgi. 
Kring Scheibel, som slutligen avsattes från sina akademiska och kyrkliga ämbeten, slöt sig i Breslau en skara hänförda anhängare, bland dem juristen, professor Eduard Huschke och filosofen Henrich Steffens, och snart vann rörelsen efterföljd runt omkring i Preussen. Från preussiska statsmaktens sida bekämpades den under hela Fredrik Vilhelm III:s regeringstid med de hårdaste maktmedel; alla "konventiklar" förbjöds och så vidare; vid ett tillfälle ingrep man till och med militärmakt. 
Efter Fredrik Vilhelm IV:s tronbestigning (1840) upphörde så småningom alla tvångsåtgärder, och man kunde på generalsynoden i Breslau 1841 skrida till att organisera sig som ett ordnat kyrkosamfund. I den där antagna kyrkoordningen, som 1845 åtminstone i huvudsak blev lagligt erkänd, anförtroddes ledningen, dock under en "generalsynod" såsom högsta instans, av "den evangelisk-lutherska kyrkan i Preussen" åt ett så kallat överkyrkokollegium i Breslau, vars förste president Huschke blev. Under de närmast följande decennierna utvecklades kyrkan raskt. År 1860 räknade den 55 000 medlemmar i 62 pastorat med 63 pastorer. 
Vid denna tid började emellertid inom den rent independentiska riktningar framträda, som ansåg all rättsligt ordnad kyrkostyrelse strida mot kyrkans väsen och därför i överkyrkokollegiets anspråk på lydnad från de enskilda församlingarnas sida såg ett förtryck liknande det, som förut av staten utövats. Då den 1864 sammanträdande generalsynoden godkände överkyrkokollegiets hållning, bröt sig samma år denna ståndpunkts anhängare under ledning av Ludwig Otto Ehlers ut ur kyrkan och bildade den så kallade Immanuelsynoden i Magdeburg. 
År 1903 uppgick den gammallutherska kyrkans medlemmar till 51 600 med 75 präster, Immanuelsynodens till 5 300 med 13 präster. 
Även inom andra tyska stater, till exempel Hessen, Hannover, Baden, föranledde unionens genomförande småningom bildandet av lutherska frikyrkor, som på ett eller annat sätt stått i förbindelse med den preussiska. Men även inom dessa kyrkor kom åter och åter separationstendenser att framträda och föranleda nya utbrytningar. 
En särställning bland de lutherska frikyrkorna i Tyskland intogs av den sachsiska, som bildades 1876 under inflytande från den ortodoxa så kallade Missourisynoden i Nordamerika. Då statskyrkan inom Sachsen bar rent luthersk prägel, innebar denna separation en protest ej mot unionen, utan mot hela den övriga, enligt denna riktnings mening från den äkta lutherdomen avfallna, lutherska kyrkan.

## Moderna gammallutherska samfund
- Selbständige Evangelisch-Lutherische Kirche (Tyskland)
- Evangelisch-Lutherische Kirche in Baden (Tyskland)
- Lutheran Church in South Africa (LCSA)
- Free Evangelic Lutheran Synod in South Africa (FELSISA)
- Lutheran Church - Missouri Synod (LC-MS) (USA)
- Lutheran Church Canada
- Evangelic Lutheran Church in England (ELCE) (Storbritannien)
- Evangelisk-lutherska synoden i Frankrike och Belgien
- Evangelisk-lutherska kyrkan i Portugal
- Spanska evangelisk-lutherska kyrkan
- Evangelisk-lutherska kyrkan i Brasilien
- Lutheran Church in Australia